# Kliniek Sint-Jan
De Kliniek Sint-Jan (Frans: Clinique Saint-Jean), historisch bekend als het Sint-Jan-op-de-Poel ziekenhuis, is een privé ziekenhuis in het centrum van Brussel, België. Gesticht in 1195 is het het oudste ziekenhuis van Brussel. De Kliniek Sint-Jan is stichter van het Sint-Pietersziekenhuis, en van twee verpleegkundescholen. Ze maakt deel uit van het Réseau Santé Louvain, netwerk van de UCLouvain.